# بينار دينيز
بينار دينيز (بالتركية: Pınar Deniz)‏ هي ممثلة تركية ولدت في يوم 4 نوفمبر 1993 في مدينة أضنة في تركيا لعائلة ذات أصل مارديني ولبناني.
لقد أكملت دراسة العلاقات العامة والدعايات في جامعة إسطنبول و في سنة 2014 بدأت التمثيل، مثلت في مسلسل أنت وطني في سنة 2016 و مسلسل عشق 101، ومسلسل القضاء .

## روابط خارجية
- بينار دينيز على موقع IMDb (الإنجليزية)
- بينار دينيز على موقع روتن توميتوز (الإنجليزية)
- بينار دينيز على موقع قاعدة بيانات الفيلم (الإنجليزية)

- بينار دينيز على انستغرام